# Bâton de pluie

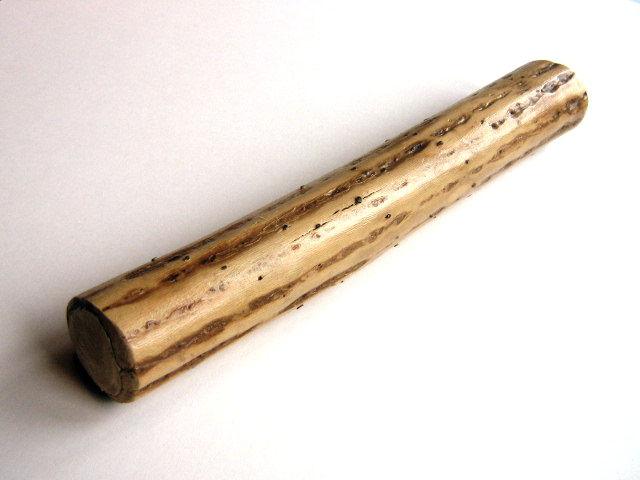
Bâton de pluie.

Le bâton de pluie est un instrument de percussion de la catégorie des idiophones répandu parmi les peuples premiers mais aussi parmi les bergers au Chili, où il s'appelle « cascades » par exemple. En Mélanésie, on l'appelle « bâton de parole » et tel un sablier, il chronomètre et autorise le temps de parole de chaque orateur durant l'écoulement des grains qu'il contient. 

## Caractéristiques

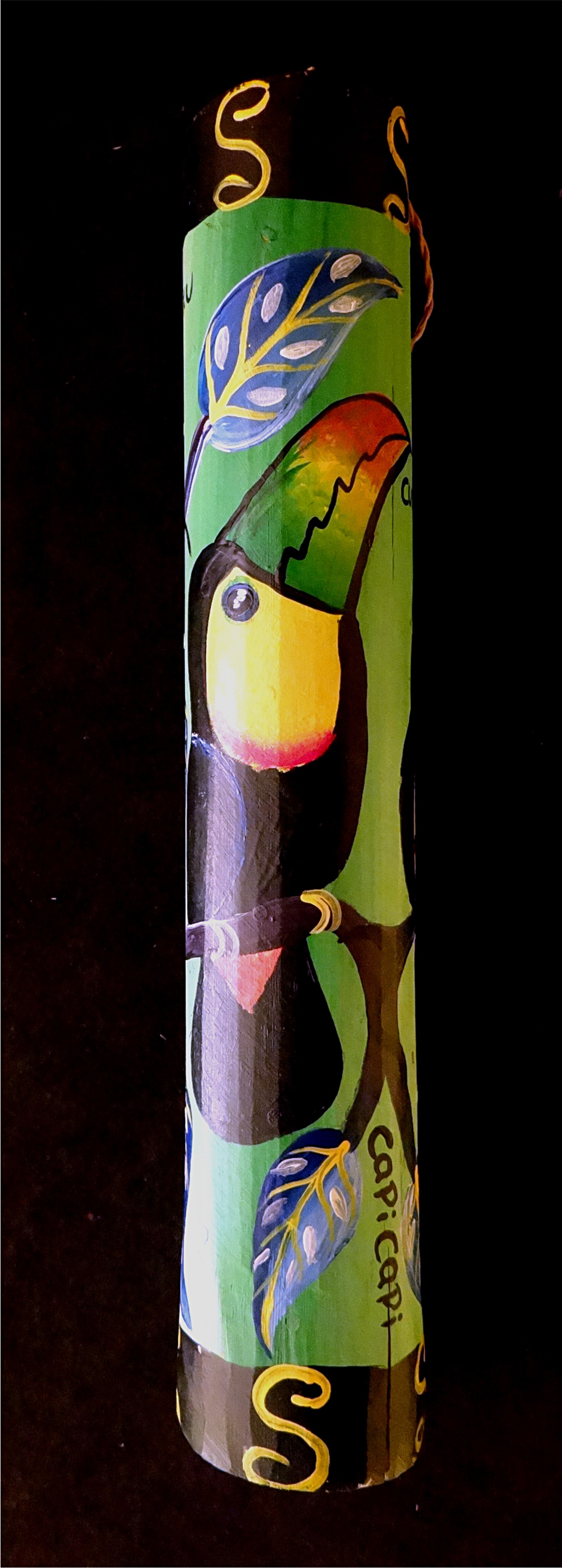
Bâton de pluie Maleku, Costa Rica.

Il est constitué d'un tube d'environ un mètre (généralement en cactus séché, en roseau, en rotin ou en bambou) dans lequel des clous ou des bâtonnets sont plantés diamétralement en une spirale ascendante ou descendante, formant une sorte d'escalier hélicoïdal à l'intérieur de la structure. Des résidus de pierre de lave ou des graines dures sont introduites dans le tube qui est ensuite rebouché aux deux extrémités. Ces pierres ont la particularité de produire un tintement aigu lorsqu'elles s'entrechoquent, tout en étant ralenties dans leur chute,.

## Jeu
Il suffit de tenir le bâton de pluie à la verticale puis de le retourner tel un sablier pour reproduire le bruit de la pluie. Pour donner un effet réaliste de pluie, plusieurs bâtons, de plus ou moins grandes dimensions, sont utilisés. Les plus grands produisent ainsi un son grave et sourd, alors que les petits bâtons de pluie ont un son plus sec et plus aigu. On peut aussi secouer le bâton ou l'incliner plus ou moins selon l'effet recherché.

## Objet rituel
Le shaman fait « chanter » son bâton qui produit des sons proches de ceux d'une averse. 